# Indische glasvis
De Indische glasvis (Parapriacanthus ransonneti) is een straalvinnige vissensoort uit de familie van bijlvissen (Pempheridae). De wetenschappelijke naam van de soort werd voor het eerst geldig gepubliceerd in 1870 door Steindachner.